# Josef Arbesser von Rastburg
Josef Arbesser von Rastburg (* 14. Dezember 1850 in Judenburg in der Steiermark; † 20. Februar 1928 in Graz) war ein österreichischer Landschafts- und Architekturmaler.

## Leben
Josef Rudolf Alexander Arbesser, Ritter von Rastburg wurde am 14. Dezember 1850 in Judenburg, Steiermark als Sohn von Karl Borromäus von Arbesser, k. k. Bezirkskommissär, und Clara, gebürtige Sessler geboren. Dieser Ehe entstammten neben Josef als Zweitgeborenem fünf Brüder: Karl (* 1848), Maximilian (* 1851), Rudolf (* 1854), Wilhelm (* 1860), Cäsar (* 1865) und Schwester Anna (1856–1900).
Nach dem Besuch des Akademischen Gymnasiums in Graz nahm Josef Arbesser von Rastburg Unterricht bei Hermann von Königsbrunn an der Landschaftlichen Zeichenakademie in Graz. Von 1868 bis 1871 setzte er sein Studium an der Akademie der bildenden Künste in Wien fort. In München war er Privatstudent des Hofmalers Julius Lange. Weitere Ausbildungen erhielt er in Heidelberg und Düsseldorf, wo er im Atelier des Malers Robert Meyerheim (1847–1920) tätig war. 1875 unternahm er eine Reise nach Südtirol. Die Malerei, vorwiegend die Architektur- und Vedutenmalerei wurden nun zu seinem Hauptberuf. Auf Wunsch seiner Mutter unterbrach er seine künstlerische Laufbahn und vollendete eine Offiziersausbildung in Graz. 1878 nahm er als Reserveleutnant am bosnischen Feldzug teil. Wieder in München arbeitete er bei dem Maler Georg Dehn (* 1843). Nun reiste er mehrfach, oft für längere Aufenthalte nach Venedig. Hier zählten Künstler wie Adolf Böhm (1861–1927), Luigi Ludwig Johann Passini (1832–1903), Eugen von Blaas (Eugene de Blaas) (1843–1931), Cherobino Kirchmeier, die Familien Guggenheim und Wolf-Ferrari ebenso Richard Wagner zu seinem engeren Freundeskreis.
Am 23. Januar 1883 heiratete er Helene Streintz. 1884 wurden die Tochter Maria Assunta († 1971), eine bedeutende Malerin, 1885 Tochter Elsa und 1887 Sohn Leo geboren.
Josef von Arbesser stellte seine Werke wiederholt aus, so 1884, 1885 und 1892 im Künstlerhaus Wien und im Steiermärkischen Kunstverein in Graz. Er war Mitglied der Vereinigung Bildender Künstler Steiermarks.
Josef Arbesser von Rastburg starb am 20. Februar 1928 in Graz und wurde am dortigen St. Peter Stadtfriedhof beigesetzt.